# 拉乌西耶尔
拉乌西耶尔（法語：La Houssière，法語發音：[la usjɛʁ] ⓘ）是法国大東部大區孚日省的一个市镇，属于孚日圣迪耶区。

## 地理
拉乌西耶尔（48°11'43"N, 6°51'14"E）面积19.54 平方千米，位于法国大東部大區孚日省，该省份为法国东北部内陆省份，北起默兹省和默尔特-摩泽尔省，西接上马恩省，南至上索恩省和贝尔福地区省，东临上莱茵省和下莱茵省。
与拉乌西耶尔接壤的市镇（或旧市镇、城区）包括：阿努尔德、比方丹、布瓦德尚、拉沙佩勒-德旺布吕耶尔、科尔雪、圣莱奥纳尔、坦特吕、维安维尔。

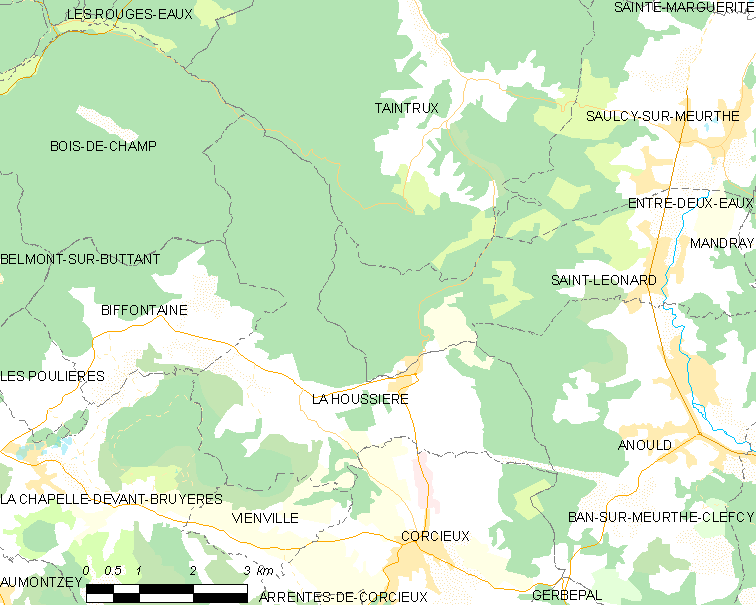
拉乌西耶尔的OSM定位图

拉乌西耶尔的时区为UTC+01:00、UTC+02:00（夏令时）。

## 行政
拉乌西耶尔的邮政编码为88430，INSEE市镇编码为88244。

## 政治
拉乌西耶尔所属的省级选区为热拉尔梅县。

## 人口

1962-2008年间拉乌西耶尔人口变化图示

拉乌西耶尔于2022年1月1日时的人口数量为509人。